# Classement mondial de snooker 1978-1979
Le Classement mondial de snooker 1978-1979, regroupe les joueurs de snooker du top 26 pour la saison 1978-1979. Les points sont calculés en additionnant les points accumulés lors des deux saisons précédentes (1976-1977 et 1977-1978).
| no | Nom             | Pays            |
| -- | --------------- | --------------- |
| 1  | Ray Reardon     | Pays de Galles  |
| 2  | Perrie Mans     | Afrique du Sud  |
| 3  | Eddie Charlton  | Australie       |
| 4  | John Spencer    | Angleterre      |
| 5  | Cliff Thorburn  | Canada          |
| 6  | Fred Davis      | Angleterre      |
| 7  | Alex Higgins    | Irlande du Nord |
| 8  | Dennis Taylor   | Irlande du Nord |
| 9  | Graham Miles    | Angleterre      |
| 10 | John Pulman     | Angleterre      |
| 11 | Patsy Fagan     | Irlande         |
| 12 | Bill Werbeniuk  | Canada          |
| 13 | David Taylor    | Angleterre      |
| 14 | Doug Mountjoy   | Pays de Galles  |
| 15 | Willie Thorne   | Angleterre      |
| 16 | Jim Meadowcroft | Angleterre      |
| 17 | Rex Williams    | Angleterre      |
| 18 | Pat Houlihan    | Angleterre      |
| 19 | John Virgo      | Angleterre      |
| 20 | John Dunning    | Angleterre      |
| 21 | Gary Owen       | Pays de Galles  |
| 22 | Warren Simpson  | Australie       |
| 23 | Ian Anderson    | Australie       |
| 24 | Marcus Owen     | Angleterre      |
| 25 | Bernard Bennett | Angleterre      |
| 26 | Paddy Morgan    | Australie       |